# Чемпионат мира по полумарафону 2001
Чемпионат мира по полумарафону 2001 года прошёл 7 октября в Бристоле (Великобритания).
Дистанция полумарафона проходила по улицам города. Всего было проведено 2 забега. Старт мужскому забегу был дан в 9:30 утра по местному времени, а женскому в 10:45. Определялись чемпионы в личном первенстве и в командном. Командный результат — складываются три лучших результата от страны и по сумме наименьшего времени определяются чемпионы.
В соревнованиях приняли участие 134 мужчин и 75 женщин из 52 стран мира.

## Результаты

### Мужчины
| Первенство | Золото                                                                  | Серебро                                                     | Бронза                                                         |
| Личное     | Хайле Гебреселассие 1:00.03                                             | Тесфайе Джифар 1:00.04                                      | Джон Мсури 1:00.12                                             |
| Командное  | Эфиопия · Хайле Гебреселассие · Тесфайе Джифар · Тесфайе Тола · 3:00.31 | Кения · Эванс Рутто · Питер Чебет · Крис Чебойбоч · 3:02.53 | Танзания · Джон Мсури · Фаустин Сулле · Бенедикт Ако · 3:05.08 |

### Женщины
| Первенство | Золото                                                                | Серебро                                                            | Бронза                                                          |
| Личное     | Пола Рэдклифф 1:06.47 CR                                              | Сьюзан Чепкемеи 1:07.36                                            | Берхан Адере 1:08.17                                            |
| Командное  | Кения · Сьюзан Чепкемеи · Изабелла Очичи · Каролина Квамбаи · 3:28.04 | Япония · Мидзуки Ногути · Ясуё Ивамото · Такако Которида · 3:30.08 | Эфиопия · Берхан Адере · Месерет Коту · Тейба Эркессо · 3:30.20 |